# Kazoo
Se Partaj (Kanal 5) för rollfiguren Kazoo.

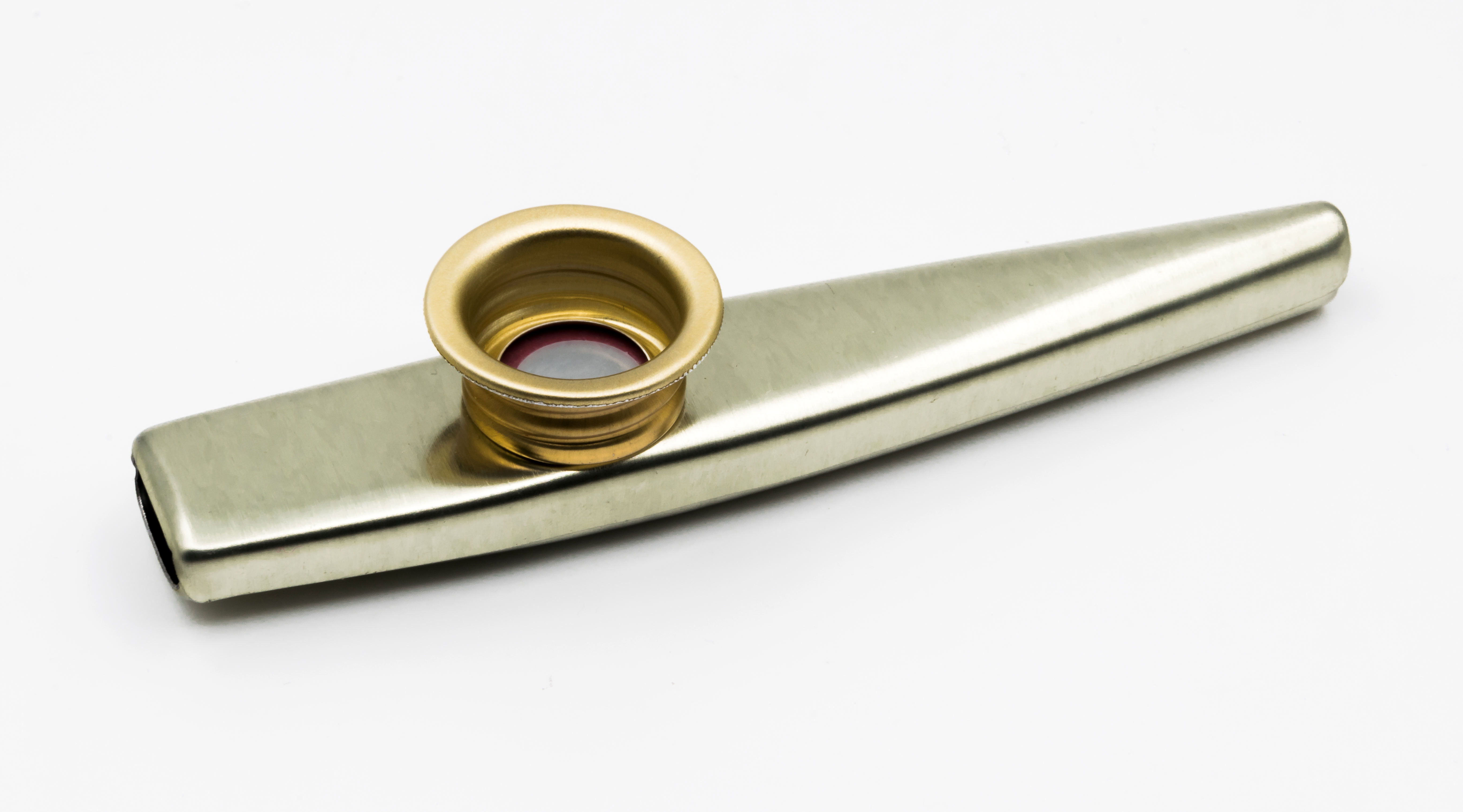
En kazoo av metall

En kazoo är ett litet musikinstrument som förvränger rösten till ett nasalt ljud med hjälp av ett vibrerande membran. Instrumentet kan vara gjort av plast eller metall och membranet är av plast.
Kazoon användes i den tidiga jazzen och i amerikansk folkmusik men används numera mest som leksak.

## Att spela kazoo
Den vida öppningen sätts till munnen och ljud frambringas genom att spelaren nynnar i kazoon. Det är stämbanden som bildar vibrationerna och därmed ljudet, det går alltså inte att få ljud i en kazoo genom att bara blåsa i den.